# Cultus tostonus
Cultus tostonus är en bäcksländeart som först beskrevs av William Edwin Ricker 1952.  Cultus tostonus ingår i släktet Cultus och familjen rovbäcksländor. Inga underarter finns listade i Catalogue of Life.